# 延水谣

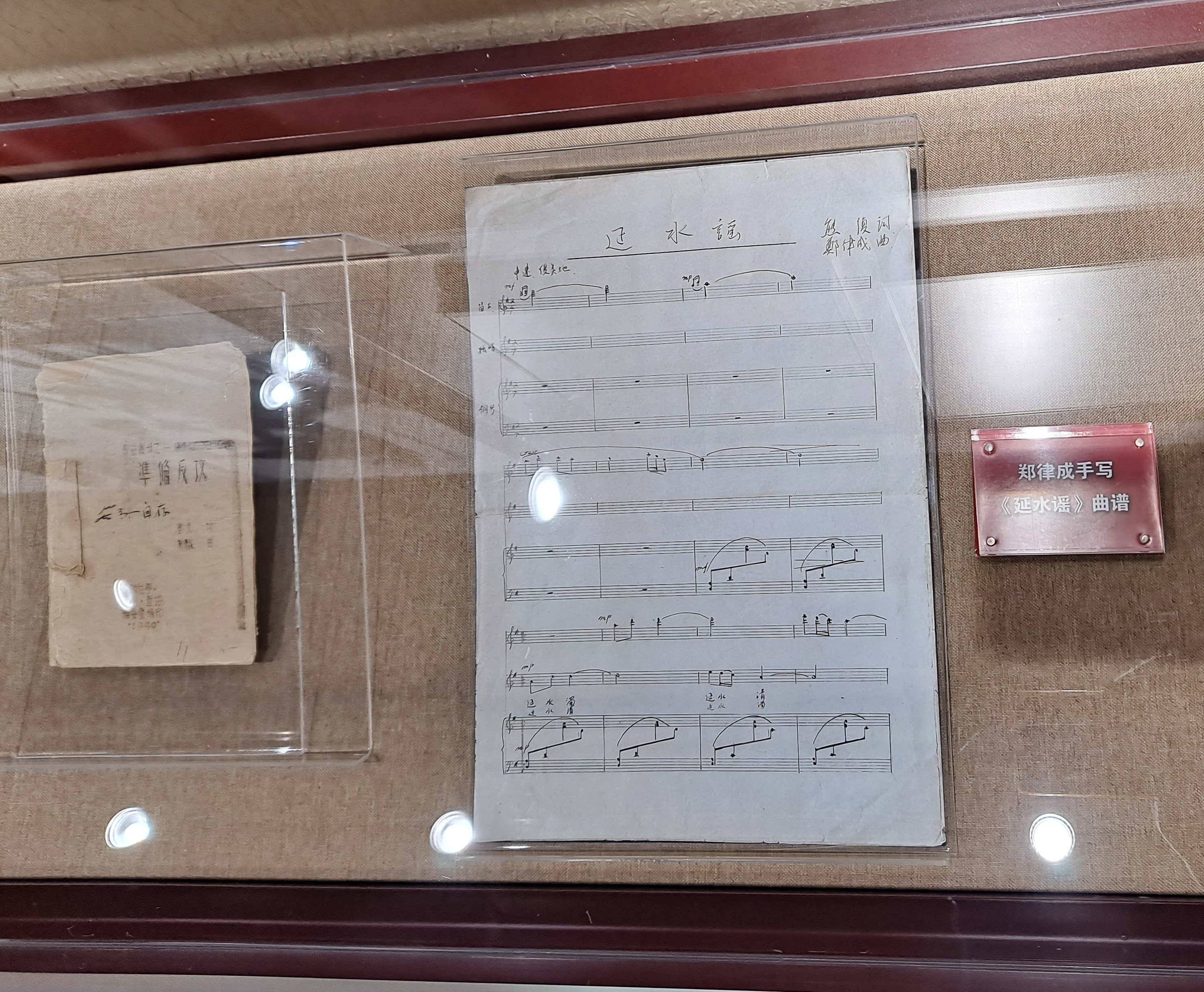
人民音乐家郑律成纪念馆内的延水谣手稿

《延水谣》是郑律成1939年在延安创作的一首带有西北民歌信天游风格的抗战歌曲，词作者是中国人民抗日军事政治大学第三大队政治处宣传长熊复:162。该曲“是我国最早吸收陕北民间音调的创作歌曲之一”:20，在抗站时期在革命根据地广为流传。新中国成立后该曲成为女高音独唱曲目:20。

## 歌词
延水浊，延水清，情郎哥哥去当兵，
当兵啊要当抗日军，不是好铁不打钉，
拿起锄头好种田，拿起枪杆上火线，救国有名声！
延水清，延水浊，小妹子来送情郎哥，
哥哥你前方去打仗，要和鬼子拼死活，
奴家织布又开荒，冬有棉衣夏有粮，莫为奴难过。

延水浊，延水清，情郎哥哥去当兵。

## 影视作品
- 延水谣 (话剧)